# جورج بورغس (لاعب اتحاد الرغبي)
جورج بورغس (بالإنجليزية: George Burgess)‏ هو لاعب اتحاد الرغبي نيوزيلندي، ولد في 20 سبتمبر 1883 في إنفركارجل في نيوزيلندا، وتوفي في 2 يوليو 1961 في أوكلاند في نيوزيلندا.